# هالیس ۴۰۸۴
سیارک ۴۰۸۴ (به انگلیسی: 4084 Hollis، نامگذاری:1985GM) چهار هزار و هشتاد و چهارمین سیارک کشف شده‌است که در ۱۴ آوریل ۱۹۸۵ کشف شد.
قدر مطلق سیارک برابر ۱۱٫۸۰ است.